# Nagy Mihály (színművész, 1826–1879)
Nagy Mihály; névváltozatok: Poleretzky, Polereczki, Polereszki (Kolozsvár, 1826. december 7. – Baja, 1879. november 4.) színész, színigazgató. Jirausek Polixenia színésznő férje, Nagy Paula színésznő, színigazgató apja.

## Életútja
Nagy Márton és Czirják Katalin fia. Már hároméves korában a naszódi katonai intézetbe került, honnan az 1848-as forradalom alatt lépett ki és bevonult honvédnek Bem hadtestéhez. 1849. május 9-től hadnagy lett a Tordán megalakult – későbbi 134. – honvédzászlóaljban, majd július 14-től főhadnagy a 133. zászlóaljban, a tartalék hadtestnél Szegeden, valamint Aradon. 1850. május 1-jén a 3. szanitéc zászlóaljhoz sorozták be, 1853-ban szerelt le.
1850-ben színész lett, 1852-ben Havi Mihály–Szabó József társulatánál szerepelt. 1854-ben igazgató. 1856-ban Gyulainál játszott Kolozsváron, Torsán és Marosvásárhelyen. Igazgatóként az 1850-es évektől Erdély legtöbb városában megfordult (Gyergyószentmiklós, Székelyudvarhely, Kézdivásárhely, Brassó, Sepsiszentgyörgy, Kovászna, Élesd, Zsibó, Zilah, Bánffyhunyad, Székelyhíd, Baja, Csíkszereda, Szamosújvár, Erzsébetváros stb.), 1861-ben Kolozsváron működött. 1867-ben vándortársulati igazgató volt Tordán, s a helyi honvédegylet tagja. Volt kortársai elismerőleg nyilatkoztak róla színészi működését illetőleg. Halálát tüdőlob okozta, a Kálvária temetőben helyezték örök nyugalomra 1879. november 5-én.